# Szűz Mária-templom (Monmouth)
A St Mary-templom (teljes nevén St Mary’s Roman Catholic Church, magyarul: Szűz Mária római katolikus templom) templom a walesi Monmouth központjában. A legelső reformáció utáni római katolikus templom Walesben. György korabeli neogótikus stílusjegyeket visel magán. Benjamin Bucknall átépítési munkálatainak köszönhetően viktoriánus vonásai is vannak. A templom II. kategóriás brit műemlék (British Listed Building) 1974. augusztus 15. óta. Egyike a monmouthi örökség tanösvény huszonnégy állomásának.

## Története
A 16. század után Monmouth a reformáció ellenzőinek egyik központja volt. 1773-ban Monmouthban volt a legnagyobb a római katolikusok részaránya egész Anglia és Wales területén. A katolikusok elleni szigorú törvényeken 1778-ban lazítottak az úgynevezett Papist Act (Pápista törvény) révén. Ezt követően a monmouthi elöljáróknak egy petíciót nyújtottak be, igényelve, hogy építsenek a városban egy „nyilvános katolikus kápolnát.” A petíció egyik aláírója Michael Watkins volt, a Robin Hood Inn akkori tulajdonosa, aki addig engedélyezte, hogy a katolikusok a fogadója emeletének egyik szobájában gyülekezzenek. Az erős lobbizás meghozta a gyümölcsét és a város engedélyezte a templom építését, három évvel korábban, mint a rivális Chepstowban. Mivel egy helyi rendelet előírta, hogy a nem anglikán egyházhoz tartozó templomokat a lehető legkevésbé feltűnőnek kellett építeni, az új római katolikus templom nem hasonlíthatott a klasszikus templomokra. A törvény értelmében a templom bejárata nem nyílhatott közvetlenül a főutcára és a katolikus hívektől elvárták, hogy egyenként érkezzenek a szertartásokra, ne csoportosan. A templom az építésre  kijelölt telek hátsó részén épült fel, az utcától pedig egy sor házikó takarta el. Ezeket Bucknall átépítési munkálatai során bontották el, amikor felszámolták a katolikusok elleni diszkriminatív intézkedéseket.
Az eredeti templom a mai szentély és sekrestye helyén állt. A szentély bal oldalán látható festett üvegablak szintén György-korabeli. A templom legrégebbi része a keleti vége, amelyik 1793-ban épült meg. Az 1829-es úgynevezett katolikus emancipáció után (a katolikusok elleni diszkriminatív intézkedések enyhítése) a templom bővítéséről döntöttek. 1837-ben lett készen az új szentély, valamint félig felépült a mai főhajó is. Ezt követően, 1871-ben Benjamin Bucknall tervei alapján jelentősen átépítették. Ekkor bontották le a templomot eltakaró épületeket, megépült a tornya és ekkor kapta a régi vöröshomokkőből épült homlokzatát.

## Építészeti leírása
A templom belső díszítéseinek nagy része Szent John Kemble mártír életének mozzanatait veszi alapul. John Kemble Monmouthshire-ben és Herefordshire-ben végzett misszionáriusi munkát. 1679. augusztus 22-én végezték ki hite miatt Herefordban. Földi maradványait a közeli Welsh Newtonban helyezték örök nyugalomra. A főoltár is a szent emlékének van szentelve
A templomban egy 14. századi feszület látható; egy 1502-ből származó hímzett, vörös miseruha valamint egy 17. századi valószínűleg spanyol eredetű szárnyas kereszt. A szenteltvíztartó paradicsomi jeleneteket ábrázoló faragványokkal van díszítve.

## Fordítás
- Ez a szócikk részben vagy egészben  a   St Mary's Roman Catholic Church, Monmouth című angol Wikipédia-szócikk ezen változatának fordításán alapul.  Az eredeti cikk szerkesztőit annak laptörténete sorolja fel. Ez a jelzés csupán a megfogalmazás eredetét és a szerzői jogokat jelzi, nem szolgál a cikkben szereplő információk forrásmegjelöléseként.